# Jeanvoinea borneensis
Jeanvoinea borneensis là một loài bọ cánh cứng trong họ Cerambycidae.